# Zelomorpha penetrans
Zelomorpha penetrans är en stekelart som först beskrevs av Smith 1860.  Zelomorpha penetrans ingår i släktet Zelomorpha och familjen bracksteklar. Inga underarter finns listade i Catalogue of Life.